# Reseda orientalis
Reseda orientalis là một loài thực vật có hoa trong họ Resedaceae. Loài này được (Müll.Arg.) Boiss. miêu tả khoa học đầu tiên năm 1867.